# Нейчерс-Веллі
Нейчерс-Веллі (англ. Nature's Valley) — селище-курорт в районі Еден, Західна Капська провінція, ПАР.

## Галерея

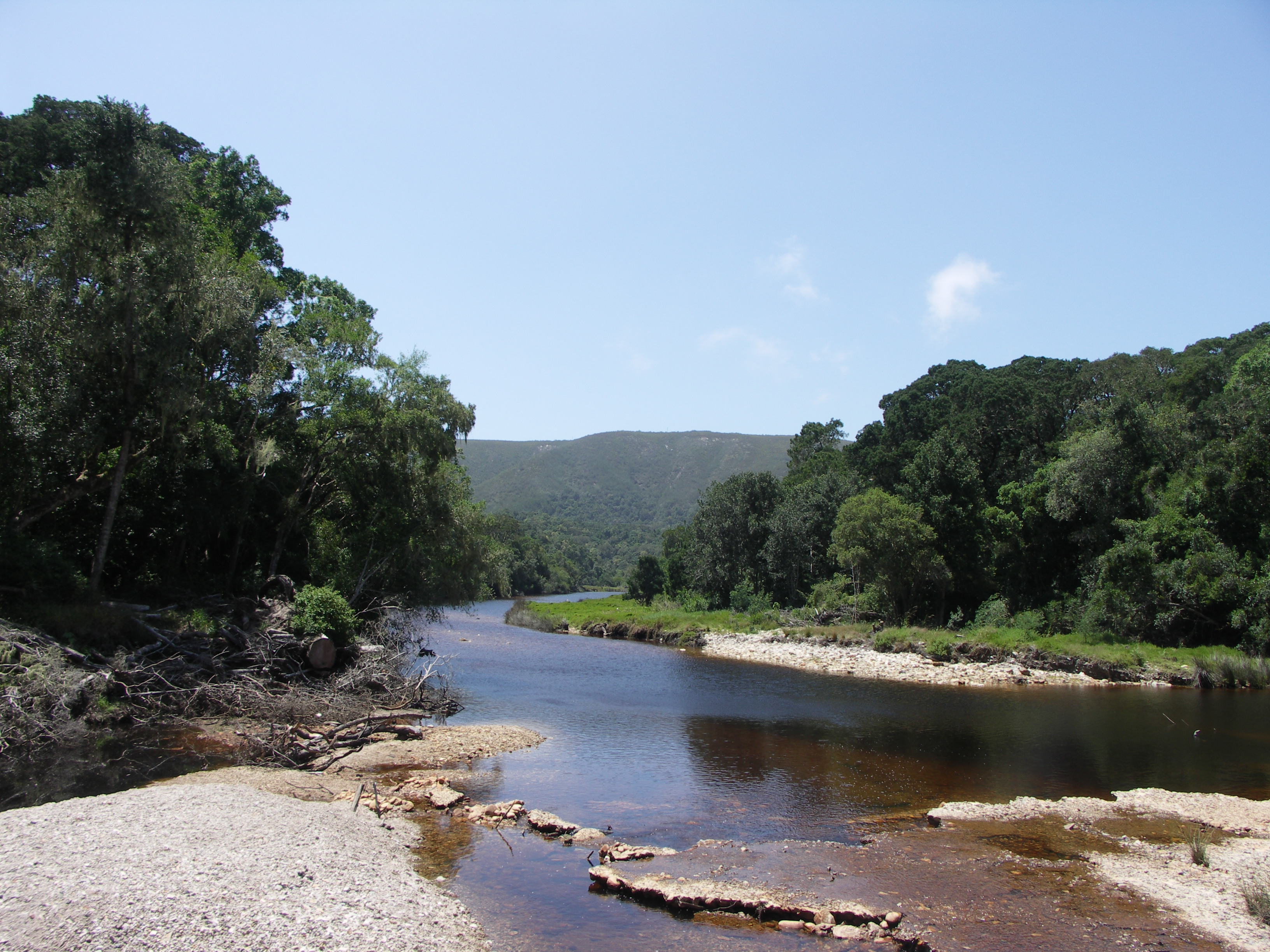
Річка Ґроот
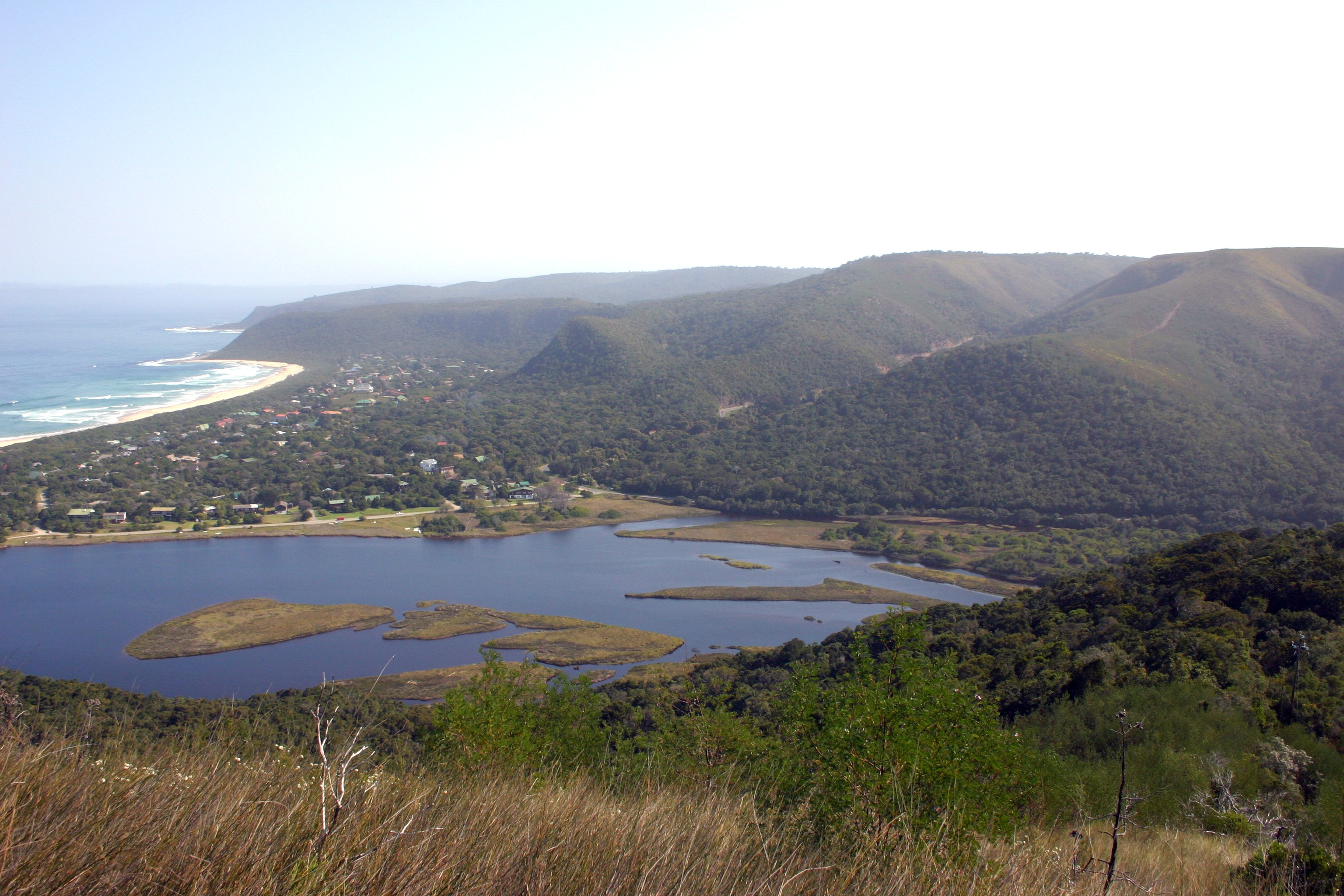
Лагуна річки Ґроот та Нейчерс-Веллі